# Miyoshi Umeki
Miyoshi Umeki (梅木 美代志, Umeki Miyoshi, ou ミヨシ・ウメキ Miyoshi Umeki (8 de maio de 1929 – 28 de agosto de 2007)) foi uma atriz e cantora de músicas tradicionais, naturalizada americana. Ficou mais conhecida por seus papeis, como Katsumi, a esposa de Joe Kelly (Red Buttons) no filme de 1957 Sayonara, como Mei Li no musical da Broadway, de 1958 e filme, de 1961 Flower Drum Song e, como Sr.ª Livingston, a governanta na série de televisão The Courtship of Eddie's Father. Ela era nikkei ou imigrante japonesa pós 1945. Ela foi indicada ao Prêmio Tony e ao Globo de Ouro e a primeira pessoa da Ásia Oriental a ganhar um Óscar por atuação.

## Vida
Nascida Umeki Miyoshi (mais tarde, ela inverteu os nomes para sua carreira profissional) em Otaru, na ilha japonesa Hokkaido, era a mais nova de nove filhos. Seu pai era dono de uma fábrica. Depois da Segunda Guerra Mundial, Umeki iniciou sua carreira, como cantora, em boates no Japão, usando o nome Nancy Umeki, foram suas primeiras influências do teatro tradicional Kabuki e música pop americana. Mais tarde, em uma de suas aparições em The Merv Griffin Show, ela apresentou aos telespectadores a sua impressão do cantor Billy Eckstine, um de seus cantores americanos favoritos.

## Carreira
Gravou para RCA Records Japan entre 1950 e 1954 e apareceu no filme Seishun Jazu Musume. Ela gravou a maioria dos jazz americano, que cantou parcialmente em japonês e parcialmente em inglês, ou apenas em um dos idiomas. Algumas das músicas que cantou durante este período foram It Isn't Fair, Sentimental Me, My Foolish Heart, With A Song In My Heart, Again, Vaya Con Dios, (How Much Is) That Doggie in the Window? e I'll Walk Alone. Mudou-se para os Estados Unidos em 1955 e depois de aparecer na Arthur Godfrey Talent Scouts (ela era regular na série por uma temporada), ela assinou com a gravadora Mercury Records e lançou diversos singles e dois álbuns.
Suas aparições no programa de Godfrey trouxe à atenção do diretor Joshua Logan, que a lançou no Sayonara. Em 1958, ela apareceu duas vezes no programa de variedades da NBC, The Gisele MacKenzie Show no qual ela cantou "How Deep Is the Ocean". Umeki ganhou um Oscar de melhor atriz coadjuvante por seu papel no Sayonara. Ela foi a primeira asiática a ganhar um Óscar por interpretação.
Em 1958, ela foi nomeada para um Prêmio Tony de Melhor atriz principal em um musical por seu desempenho na estreia da produção do musical da Broadway Flower Drum Song, onde ela interpretou Mei Li. O show durou dois anos. Numa histórica capa da revista Time foi afirmado que "[T]he warmth of her art works a kind of tranquil magic" (O calor de sua arte funciona como um a mágica tranquila). Umeki apareceu na adaptação cinematográfica do musical. Ela foi nomeada para um Prêmio Globo de Ouro para Flower Drum Song.
Apesar de ser convidada para vários programas de variedades da televisão, ela apareceu em apenas mais quatro filmes até 1962, incluindo a versão cinematográfica de Flower Drum Song, de 1961. Os outros foram Cry for Happy, de 1961, The Horizontal Lieutenant, de 1962 e A Girl Named Tamiko, de 1963. De 1969 a 1972 ela apareceu em The Courtship of Eddie's Father como a Sr.ª Livingston, a governanta, para o qual ela foi novamente nomeada para um Globo de Ouro. Ela abandonou a carreira após o fim da série.

## Vida pessoal
Seu primeiro casamento, com o diretor de televisão Wynn Opie, em 1958, terminou em divórcio em 1967. Ela se casou com o diretor Randall Hood em 1968 e o casal adotou, Michael. O casal operou um a sede de negócio alugando, em Los Angeles, equipamentos de edição para estúdios de cinema e programas de cinema universitário. Hood morreu em 1976.

## Discografia na RCA Records Japan (1950-1954)
Durante a sua carreira de gravação no Japão, Miyoshi gravou as seguintes músicas:
- Sleepy My Love (1950)
- Under The Moonlight (1950)
- Don't Say That Person's Name (1950)
- Evening Whisper (1950)
- I Feel Like Crying (1950)
- I'm Waiting For You (1950)
- One Night Of Sorrow (1951)
- Misery (1951)
- It Isn't Fair (1951)
- Sentimental Me (1951)
- My Foolish Heart (1953)
- Why Won't You Believe Me (Ao vivo) (1953)
- Again (1953)
- Manhattan Moon (1953)
- With A Song In My Heart (1953)
- I'll Walk Alone (1953)
- My Baby's Coming Home (1953)
- Silent Night (1953)
- I'm Walking Behind You (1953)
- (How Much Is) That Doggie in the Window? (1953)
- Sayonara (the Japanese Farewell Song (1953)
- My Ichiban Tomodachi (1953)
- Vaya Con Dios (1954)
- Kiss Me Again Stranger (1954)
- My Ichiban Tomodachi (Ao vivo) (1954)
- Sayonara (the Japanese Farewell Song (Ao vivo) (1954)

## Singles na Mercury Records (1955-1959)
Miyoshi assinou com a Mercury Records, em 1955, e gravou os seguintes singles:
- How Deep Is The Ocean/Why Talk (1955)
- The Little Lost Dog/The Story You're About To Hear Is True (1956)
- The Mountain Beyond The Moon/Oh What Good Company We Could Be (com Red Buttons) (1957)
- Sayonara(The Japanese Farewell Song)/Be Sweet Tonight (1957)
- Sayonara/On And On (1957)

Miyoshi gravou uma versão de Pick Yourself Up para a Mercury Records, em 1959, mas a música nunca foi lançada.

## Discografia na Mercury Records

### 1º álbum
- Miyoshi Sings For Arthur Godfrey (MG-20165) (1956)

Faixas:
- If I Give My Heart To You
- China Nights
- I'm In The Mood For Love
- My Baby's Coming Home
- How Deep Is The Ocean
- Slowly Go Out Of Your Mind
- Teach Me Tonight
- Hanna Ko San
- Can't Help Loving That Man
- S'Wonderful
- Over The Rainbow
- Sayonara (The Japanese Farewell Song)

### 2º álbum
- Miyoshi (MG-20568) (1959)

Faixas:
- My Heart Stood Still
- My Ship
- You Make Me Feel So Young
- They Can't Take That Away From Me
- Sometimes I'm Happy
- I'm Old Fashioned
- That Old Feeling
- Gone With The Wind
- Jeepers Creepers
- Wonder Why
- I Could Write A Book

### 3º álbum
- Miyoshi - Singing Star of Rodgers And Hammerstein's Flower Drum Song (MGW-12148) (1958)

(esta é uma reedição do álbum Arthur Godfrey com algumas faixas substituídas)
Faixas:
- Sayonara
- If I Give My Heart To You
- China Nights
- I'm In The Mood For Love
- My Baby's Coming Home
- How Deep Is The Ocean
- Slowly Go Out Of Your Mind
- Teach Me Tonight
- Hanna Ko San
- Can't Help Loving That Man
- Over The Rainbow
- The Little Lost Dog

## Temas de filme
Miyoshi Umeki gravou a canção tema do filme Sayonara, em 1957. Ela também gravou a canção-título para o filme Cry For Happy em que ela estrelou em 1961.

### Flower Drum Song (Elenco Original da Broadway) (1958) (Sony Records)
Faixas de Miyoshi Umeki:
- A Hundred Million Miracles
- I Am Going To Like It Here
- Don't Marry Me
- Wedding Parade/A Hundred Million Miracles

### Flower Drum Song (Faixas do filme) (1961) (Decca Records)
Miyoshi Umeki canta as mesmas canções em ambos, na trilha sonora do filme e no show da Broadway.

## Filmografia

### Cinema
| Ano  | Título                                                 | Papel       | Notas                                                                                            |
| ---- | ------------------------------------------------------ | ----------- | ------------------------------------------------------------------------------------------------ |
| 1953 | Seishun Jazz musume (青春ジャズ娘 Seishun jazu musume) | Kashu       |                                                                                                  |
| 1956 | Around the World Revue                                 | Nancy Umeki | AKA Universal Musical Short 2655: Around the World Revue                                         |
| 1957 | Sayonara                                               | Katsumi     | Oscar de melhor atriz coadjuvante Indicada - Globo de Ouro de melhor atriz coadjuvante em cinema |
| 1961 | Flower Drum Song                                       | Mei Li      | Indicada - Globo de Ouro de melhor atriz em comédia ou musical                                   |
| 1961 | Cry for Happy                                          | Harue       |                                                                                                  |
| 1962 | A Girl Named Tamiko                                    | Eiko        |                                                                                                  |
| 1962 | The Horizontal Lieutenant                              | Akiko       |                                                                                                  |

### Televisão
| Ano       | Título                                    | Papel                     | Notas                                                                          |
| --------- | ----------------------------------------- | ------------------------- | ------------------------------------------------------------------------------ |
| 1955      | Arthur Godfrey and His Friends            | ela mesma                 | Performance regular                                                            |
| 1957      | The Perry Como Show                       | ela mesma                 | 1 episódio                                                                     |
| 1958-1961 | The Dinah Shore Chevy Show                | ela mesma                 | Episódio #2.32 (1958), Episódio #4.16 (1960), Episódio #5.17                   |
| 1958      | What's My Line?                           | ela mesma - Mystery Guest | Episódio de 11 de maio de 1958                                                 |
| 1958      | The Tennessee Ernie Ford Show             | ela mesma                 | Episódio #2.25                                                                 |
| 1959      | The Chevy Showroom Starring Andy Williams | ela mesma                 | Episódio #2.2                                                                  |
| 1959      | Toast of the Town                         | Cantando                  |                                                                                |
| 1961      | Here's Hollywood                          | ela mesma                 | Episódio de 27 de dezembro de 1961                                             |
| 1961-1962 | The Donna Reed Show                       | Kimi                      | 2 episódios: The Geisha Girl (1961), Aloha, Kimi (1962)                        |
| 1962      | The Andy Williams Show                    | ela mesma                 | Episódio de 11 de outubro de 1962, Episódio de 13 de dezembro de 1962          |
| 1962      | Hallmark Hall of Fame                     | Lotus-Blossom             | "The Teahouse of the August Moon"                                              |
| 1962      | Sam Benedict                              | Sumiko Matsui             | "Tears for a Nobody Doll"                                                      |
| 1963      | Rawhide                                   | Nami                      | "Incident of the Geisha"                                                       |
| 1963      | Dr. Kildare                               | Hana Shigera              | "One Clear Bright Thursday Morning"                                            |
| 1964      | Burke's Law                               | Mary 'Lotus Bud' Ling     | "Who Killed the Paper Dragon?"                                                 |
| 1964      | The Virginian                             | Kim Ho                    | "Smile of a Dragon"                                                            |
| 1964      | Mister Ed                                 | Ako Tenaka                | "Ed in the Peace Corps"                                                        |
| 1964      | The Celebrity Game                        | ela mesma                 | Episódio de 19 de abril de 1964                                                |
| 1969      | The Queen and I                           | Japanese Bride            | "The Trousseau"                                                                |
| 1969-1972 | The Courtship of Eddie's Father           | Mrs. Livingston           | 66 episódios Indicada - Globo de Ouro de melhor atriz coadjuvante em televisão |
| 1971      | This Is Your Life                         | ela mesma                 | para Bill Bixby                                                                |
| 1971      | The Pet Set                               | ela mesma                 | Episódio de 30 de junho de 1971                                                |
| 1971      | The Merv Griffin Show                     | ela mesma                 | Episódio de 29 de março de 1971                                                |
| 1972      | Salute to Oscar Hammerstein II            | ela mesma                 |                                                                                |

## Morte
Segundo seu filho, Umeki viveu em Sherman Oaks por anos antes de ir para Licking, Missouri, para ficar perto de seu filho e sua família, que incluía dois netos.